# Erik Tegner
Erik Tegner (* 29. Oktober 1896 in Bangkok, Siam; † 9. September 1965 in Reading, Vereinigtes Königreich) war ein dänischer Tennisspieler.

## Leben
Tegner nahm 1920 am Tenniswettbewerb der Olympischen Sommerspiele in Antwerpen teil. Während er im Einzel gleich zum Auftakt Kashio Seiichirō aus Japan unterlag, schaffte er im Mixed zusammen mit Amory Hansen den Einzug ins Halbfinale. Im Match gegen die späteren Turniersieger Suzanne Lenglen und Max Décugis verzeichneten sie nur einen Spielgewinn. Im anschließenden Spiel um Bronze verloren sie mit 6:8, 4:6 gegen die Tschechen Milada Skrbková und Ladislav Žemla. Bei den Spielen vier Jahre später in Paris gelang Tegner nur im Doppel mit Einer Ulrich mehr als ein Match zu gewinnen. Sie schieden im Achtelfinale aus. Zwischen 1920 und 1923 nahm Tegner jeweils an den Tennis-Hallenweltmeisterschaften. Sowohl 1920 als auch 1921 zog er dort ins Halbfinale der Einzelkonkurrenz ein. Sein bestes Resultat erzielte er allerdings im Mixed-Doppel. Zusammen mit Elsebeth Brehm gewann er 1921 das Turnier, während er im gleichen Jahr im Doppel mit Paul Henricksen ebenfalls das Endspiel erreichte, dieses allerdings gegen Maurice Germot und William Laurentz verlor. 1923 wiederholte er das Ergebnis im Doppel, verlor aber mit Leif Rovsing gegen Henri Cochet und Jean Couiteas de Faucamberge erneut im Finale.
Tegners einzige Teilnahme am Turnier in Wimbledon erfolgte 1921, als er im Einzel und Doppel jeweils früh ausschied.
Auf nationaler Ebene gewann Tegner sechsmal die dänischen Meisterschaften; darunter je einmal im Einzel und Mixed sowie viermal im Doppel.
Tegner spielte von 1921 (die erste Teilnahme Dänemarks überhaupt) bis 1924 in vier Begegnungen für die dänische Davis-Cup-Mannschaft. Er gewann zwei seiner zwölf Matches.
Tegner wurde für seinen entspannten Spielstil bekannt, der jedoch durch einen starken Aufschlag und einen kraftvollen Rückhand-Schlag ergänzt wurde. Bill Tilden schrieb hingegen 1921 über ihn:

“Tegner is a baseline player of fine style. His strokes are long free drives of fine pace and depth. His service is hardly adequate for first flight tennis, yet while his ground game cannot make up for the lack of aggression in his net attack. Tegner is not of championship quality at the moment but his youth allows him plenty of time to acquire that tournament experience needed to fill in the gaps in his game. He is a cool, clever court general and should develop rapidly within the next few years.”

„Tegner ist ein Grundlinienspieler mit feinem Stil. Seine Schläge sind weite, freie Drives mit guter Geschwindigkeit und Tiefe. Sein Aufschlag reicht kaum für Tennis auf höchstem Niveau aus, und sein Spiel von der Grundlinie kann die fehlende Aggressivität beim Netzangriff nicht vollständig ausgleichen. Tegner hat derzeit noch nicht das Niveau eines Champions, doch seine Jugend lässt ihm genügend Zeit, um die für Turniere notwendige Erfahrung zu sammeln und die Lücken in seinem Spiel zu schließen. Er ist ein kühler, kluger Stratege auf dem Platz und sollte sich in den nächsten Jahren rasch weiterentwickeln.“

Tegners letzte Turnierteilnahme ist aus dem Jahr 1925 überliefert.

## Persönliches
Tegner wurde als Kind der Dänen Ellen Elisabeth Tegner und Carl Philip Seidelin im heutigen Thailand geboren. Sein Vater war Direktor einer Schiffsfarbenfabrik und Kapitän in der siamesischen Armee. Als seine Eltern sich 1902 scheiden ließen, kehrte seine Mutter mit ihm nach Kopenhagen in Dänemark zurück. Dort trat er dem Kopenhagener Tennisclub B.93 Kopenhagen bei, für den er von 1916 bis 1927 spielte. Er studierte in Paris Maschinenbau. 1937 heiratete Tegner Helen Agsteribbe. Er starb 1965 in England.

## Erfolge
| Legende (Anzahl der Siege) |
| Grand Slam                 |
| Weltmeisterschaften (1)    |
| Olympische Spiele          |
| Sonstige Turniere          |

| Titel nach Belag |
| ---------------- |
| Hartplatz (0)    |
| Sand (0)         |
| Rasen (0)        |
| Holz (1)         |

### Doppel

#### Finalteilnahmen
| Nr. | Jahr           | Turnier                              | Belag    | Partner         | Finalgegner                               | Endergebnis        |
| --- | -------------- | ------------------------------------ | -------- | --------------- | ----------------------------------------- | ------------------ |
| 1.  | 10. April 1921 | Tennis-Hallenweltmeisterschaften (1) | Holz (i) | Paul Henricksen | Maurice Germot William Laurentz           | 3:6, 2:6, 6:3, 3:6 |
| 2.  | 27. Mai 1923   | Tennis-Hallenweltmeisterschaften (2) | Holz (i) | Leif Rovsing    | Henri Cochet Jean Couiteas de Faucamberge | 1:6, 1:6, 5:7      |

### Mixed

#### Turniersiege
| Nr. | Jahr           | Turnier                          | Belag    | Partnerin      | Finalgegner                                   | Endergebnis |
| --- | -------------- | -------------------------------- | -------- | -------------- | --------------------------------------------- | ----------- |
| 1.  | 10. April 1921 | Tennis-Hallenweltmeisterschaften | Holz (i) | Elsebeth Brehm | Harald Thune Waagepetersen Agnete Goldschmidt | 6:2, 6:2    |